# UFC Fight Night: Florian vs. Lauzon
UFC Fight Night: Florian vs. Lauzon también conocido como (UFC Fight Night 13) fue un evento de artes marciales mixtas celebrado por Ultimate Fighting Championship el 2 de abril de 2008 en el Broomfield Event Center, en Broomfield, Colorado, Estados Unidos.

## Historia
Fight Night 13 fue el primer evento de UFC que se celebró en Colorado desde Ultimate Ultimate 1995 que se celebró en Denver el 16 de diciembre de 1995.

## Resultados
| Tarjeta principal  | Tarjeta principal   | Tarjeta principal | Tarjeta principal | Tarjeta principal                        | Tarjeta principal | Tarjeta principal | Tarjeta principal |
| Categoría          |                     |                   |                   | Método                                   | Ronda             | Tiempo            | Notas             |
| ------------------ | ------------------- | ----------------- | ----------------- | ---------------------------------------- | ----------------- | ----------------- | ----------------- |
| Peso ligero        | Kenny Florian       | derr.             | Joe Lauzon        | TKO (golpes)                             | 2                 | 3:28              |                   |
| Peso ligero        | Gray Maynard        | derr.             | Frankie Edgar     | Decisión (unánime) (30–27, 30–27, 30–27) | 3                 | 5:00              |                   |
| Peso wélter        | Thiago Alves        | derr.             | Karo Parisyan     | TKO (golpes)                             | 2                 | 0:34              |                   |
| Peso semipesado    | Matt Hamill         | derr.             | Tim Boetsch       | TKO (golpes)                             | 2                 | 1:25              |                   |
| Peso ligero        | Nate Diaz           | derr.             | Kurt Pellegrino   | Sumisión (triangle choke volador)        | 2                 | 3:06              |                   |
| Peso semipesado    | James Irvin         | derr.             | Houston Alexander | KO (golpe superman)                      | 1                 | 0:08              |                   |
| Tarjeta preliminar |                     |                   |                   |                                          |                   |                   |                   |
| Peso ligero        | Josh Neer           | derr.             | Din Thomas        | Decisión (unánime) (30–27, 30–27, 30–27) | 3                 | 5:00              |                   |
| Peso ligero        | Marcus Aurelio      | derr.             | Ryan Roberts      | Sumisión (armbar)                        | 1                 | 0:16              |                   |
| Peso ligero        | Manny Gamburyan     | derr.             | Jeff Cox          | Sumisión (guillotine choke)              | 1                 | 1:41              |                   |
| Peso ligero        | Clay Guida          | derr.             | Samy Schiavo      | TKO (golpes)                             | 1                 | 4:15              |                   |
| Peso wélter        | George Sotiropoulos | derr.             | Roman Mitichyan   | TKO (golpes)                             | 2                 | 2:24              |                   |
| Peso wélter        | Anthony Johnson     | derr.             | Tom Speer         | KO (golpe)                               | 1                 | 0:51              |                   |

## Premios extra
Cada peleador recibió un bono de $20,000.
- Pelea de la Noche: Kenny Florian vs. Joe Lauzon
- KO de la Noche: James Irvin
- Sumisión de la Noche: Nate Diaz